# Aboudou Dabo Dabs
Aboudou Dabo Dabs, né le 22 avril 1971 à Pô, dans la province du Nahouri (Burkina Faso), est un manager, producteur et éditeur de musique burkinabè. Il est également écrivain et consultant.

## Biographie

### Enfance, formation et débuts
Alors que peu de personnes connaissaient le métier de manager au Burkina Faso, Aboudou Dabo Dabs s’exerçait dans ce métier naissant. Sa carrière professionnelle commence en 1989 à la Télévision Nationale du Burkina, actuelle Radiodiffusion-Télévision du Burkina. Il y reste jusqu’en 1992. En 1995, il se lance dans le management culturel, qui est peu connu au Burkina Faso, à cette époque. Il crée sa structure dénommée Universel Show Biz qui œuvre dans la production des artistes et le management artistique.
De 2004 en 2007, il devient l’administrateur de la fédération des Festivals et Manifestations culturelles du Burkina Faso. Grand observateur de la musique burkinabè , il est auteur de livres : « Musique du Burkina Faso : Hier et Aujourd’hui », un ouvrage pour connaitre tout sur la musique burkinabè  et « Gestion des carrières musicales, la méthode Dabs » qui est un ouvrage qui enseigne sur la gestion de la carrière musicale basée sur la conception, l’exécution et la gestion d’un plan de carrière artistique, paru le 25 janvier 2023  .
Dabs, comme on l’appelle communément, se perfectionne à travers diverses formations sur les plans national et international et se lance de nouveaux défis. Sa culture générale épaisse lui vaut des invitations pour des débats télévisés sur la promotion de la culture burkinabè. Son abnégation pour le travail bien fait lui vaut une décoration au rang de Chevalier de l’ordre du mérite des arts, des lettres et de la communication avec agrafe arts le 15 décembre 2020 .

## Carrière de manager
Il est formateur de managers, mais bien avant il a géré les carrières d’artistes comme CPZ , Pascal Kaboré, Fat Lion et Aoué Gérard. Avec Pascal Kaboré, l’album Silmandé a battu le record de ventes de cassettes au Burkina Faso ,.
Son expertise acquise depuis 1992, lui  vaut d’être sollicité comme membre du comité d’organisation de plusieurs manifestations culturelles telles le FESPACO,  Faso Hip Hop, le « Festival Dwi Joro/Buuri Tigsgo », « Les Marley d’Or » ,,

## Producteur, concepteur de biographies
il est producteur de « La Coalition intègre du Burkina », un groupe altermondialiste dont l’album est sorti en 2006. Un album qui a été enregistré à Ouagadougou au studio Djembé de Wepia Korabié et à la Roche-sur-Yon en collaboration avec le collectif Shifumi de France .
En plus de la production musicale, il s’est spécialisé dans la conception et la réalisation de biographies d’artistes et également consultant en statégie de montage de projets culturels. Plusieurs biographies d’artistes musiciens du Burkina Faso portent la griffe de Aboudou Dabo Dabs ,,

## Ouvrages
- Musique du Burkina Faso, Hier et Aujourd’hui, acteurs, visages et parcours, 2018 [2] ;
- Gestion d’une carrière musicale, la méthode Dabs, Mercury Edition, 25 Janvier 2023 (116 p.)[2].

## Promoteur du Kalma
En vue de revaloriser le potentiel de la musique urbaine burkinabè, Dabs et sa structure Sud Emblème lancent le championnat national du Kalma en 2019. Le Kalma, reconnu patrimoine national par le ministère de la culture, de la communication et des arts du Burkina, est considéré comme la première danse urbaine du Burkina Faso. C’est une danse urbaine burkinabè née à la fin des années 1980 au Burkina Faso. Au départ ce sont des jeunes de Ouagadougou qui ont voulu imiter les danses congolaises et par finir, ils ont créé quelque chose de spécial. C’est une danse qui n’a pas de musique spécifique ,.

### Vie associative et militante
Membre fondateur et porte-parole de la Coalition pour la renaissance artistique du Burkina Faso (CORA /BF), une association, créée en 2015, dont l’objectif est de susciter une revalorisation de la musique burkinabè et de faire un plaidoyer pour pouvoir mettre en marche la chaîne économique de cette filière .

## Distinctions honorifiques
·       Chevalier de l’ordre de mérite des lettres, des Arts et de la Communication avec agrafe culture le 15 décembre 2020 ,